# Carnaval da Manchete
Carnaval da Manchete (também referido como Carnaval Brasil, Carnaval Axé ou Carnaval Campeão) era a cobertura dos eventos de carnaval da emissora de televisão brasileira Rede Manchete. A exibição durou de 1984 a 1998, com a transmissão do desfile das escolas de samba do Rio de Janeiro (em alguns anos, também os eventos de Manaus, Salvador e São Paulo), dos bailes de carnaval e também dos concursos de fantasia.
Embora a Rede Manchete tenha sido extinta em 1999, a cobertura da emissora ainda é considerada como referência na transmissão de eventos carnavalescos na televisão.

## História
A Rede Manchete entrou no ar oficialmente no dia 5 de junho de 1983. Logo no ano seguinte, coube à emissora a fazer a transmissão exclusiva dos desfiles do recém-inaugurado Sambódromo da Marquês de Sapucaí, no Rio de Janeiro. Isso porque a Rede Globo não concordou com a divisão dos desfiles do grupo principal em dois dias, o que faria a emissora mexer na grade de programação da segunda-feira — até então o principal desfile era realizado no domingo. Dessa forma, a cobertura ficou exclusiva da Manchete, que pagou 210 milhões de cruzeiros pelos direitos de transmissão.

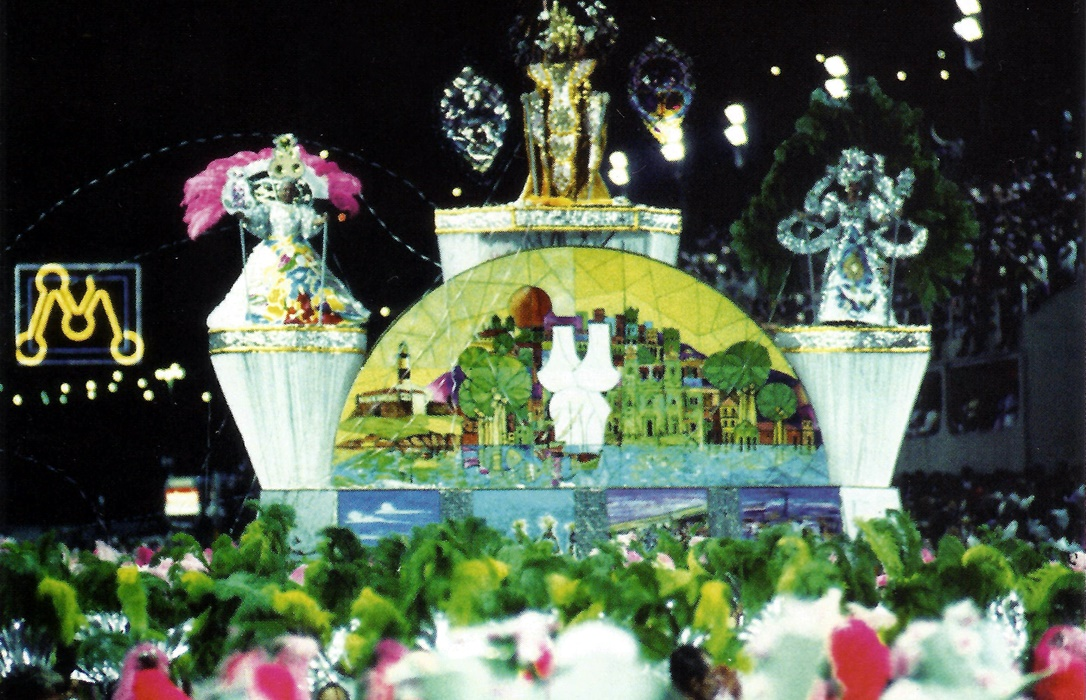
Desfile da Mangueira em 1986 com o painel instalado pela Manchete ao fundo.

Para o carnaval de 1984, a emissora planejou uma extensa cobertura, entre o desfile das escolas de samba, bailes de carnaval de concursos de fantasias, dedicando toda a grade de programação para as festividades. A Manchete trouxe uma equipe formada por Paulo Stein e os comentaristas Fernando Pamplona, Haroldo Costa, Sérgio Cabral,  Albino Pinheiro e Maria Augusta. Com a cobertura ao vivo dos desfiles, a emissora conquistou grande audiência no Rio de Janeiro, vencendo o Fantástico, da Globo, que havia perdido a liderança pela primeira vez desde sua estreia, em 1973. A partir de 1985, Globo e Manchete passariam a dividir as transmissões dos desfiles no Rio de Janeiro, fazendo as duas emissoras brigarem pela atenção do espectador.
No carnaval de 1986, a Manchete instalou um painel luminoso em um prédio próximo do Sambódromo, deixando seu logotipo em destaque na entrada do local. Em sua transmissão, a Globo trabalhou para evitar mostrar a marca da concorrente. No carnaval seguinte, os dois canais tinham painéis instalados nas proximidades da Marquês de Sapucaí.
Em 1988, o empresário Marcos Lázaro comprou os direitos de transmissão do carnaval e repassou à Globo, que ficou com a exclusividade dos desfiles do Rio de Janeiro. A Manchete tentou reverter a decisão na Justiça, mas a emissora acabou mesmo ficando na cobertura do carnaval das ruas e dos bailes.
O ano de 1988 foi marcado pelo que a imprensa considerou como a cobertura mais polêmica do carnaval. Bandeirantes e Manchete exageraram no conteúdo de caráter sexual na cobertura dos bailes daquele ano. Tanto que o Dentel, departamento de telecomunicações da época, produziu um relatório sobre as cenas mostradas pelas emissoras. De acordo com o Jornal do Brasil, a Manchete mostrou "mulheres sendo focalizadas de baixo para cima com as pernas abertas" e que, numa cobertura do Gala Gay, uma transexual levantou a saia e exibiu "o sexo feminino, sem nada por cima". Adolpho Bloch, dono da emissora, chegou a advertir a equipe para evitar exageros. Após a imprensa cogitar até mesmo a cassação da concessão das emissoras, as duas estações foram advertidas e tiveram que exibir as mensagens antes dos telejornais.
Após ficar o carnaval sem mostrar os desfiles de 1988, a Manchete foi autorizada a cobrir a apuração na quarta-feira de cinzas. A emissora iria exibir o desfile das campeãs, mas uma chuva que causou 273 mortes no estado fez os organizadores cancelarem o evento. Assim, a Manchete ficou sem exibir o desfile Kizomba, enredo antológico da Unidos de Vila Isabel.
No carnaval de 1990, Eliakim Araújo fez a sua estreia como narrador do carnaval da Manchete (cuja cobertura era chamada de "Carnaval Brasil", na época), dividindo a transmissão com Paulo Stein. Naquele ano, a emissora ainda exibiu o baile da apresentadora Angélica, o concurso de fantasias do Hotel Glória e os bailes Gala Gay e Noite em Bagdá. A Manchete ainda fez a sua resposta ao slogan da Globo naquele ano, que dizia "A Globo 90 é nota 100". O slogan da cobertura carnavalesca da Manchete era “Carnaval Brasil, na Manchete é nota Mil”.
Em 1991, a Manchete transmitiu pela primeira vez o desfile das escolas de samba de São Paulo, no recém-inaugurado Sambódromo do Anhembi. A emissora não transmitiu o desfile das escolas do Grupo 1-B, a divisão de acesso do Rio de Janeiro. A Globo havia adquirido os direitos daquele desfile, mas não exibiu. Naquele ano, a Unidos do Cabuçu havia feito uma homenagem a Adolpho Bloch, fundador da Rede Manchete. O VT do desfile foi exibido pela Manchete no domingo de carnaval.
Também em 1991, Fernando Pamplona afastou-se dos comentários após ser advertido pela Manchete. Alegando que recebeu até ameaças de morte, o ex-carnavalesco só voltaria às transmissões em 1994, até seu afastamento definitivo em 1997.
Em 1992, a transmissão de carnaval da Manchete ganhou o nome de "Carnaval Campeão", com o tema sendo cantado por Carlinhos de Pilares. Esse mesmo ano  foi marcado pela entrada de Hamilton Lucas de Oliveira, que passou a ser o controlador da Manchete em junho. A emissora passava por uma crise e acabou não transmitindo os desfiles das escolas de samba do Rio de Janeiro de 1993. Naquele ano, a Manchete foi para a Bahia e exibiu o "Carnaval Axé", aproveitando-se da popularidade do axé music no Brasil. No Rio de Janeiro, o desfile das escolas de samba do Grupo de Acesso foi exibido pela estreante Rede OM, enquanto que o Grupo Especial foi uma exclusividade da Rede Globo.
No fim de 1993, a Manchete voltou a ser controlada pelo Grupo Bloch. A emissora retomou a cobertura do carnaval do Rio de Janeiro em 1994, mas também trouxe o desfile das escolas de samba de Manaus, que ganhou transmissão nacional pela primeira vez em sua história.
A emissora prosseguiu com a cobertura carnavalesca nos anos seguintes. Em 1997, a Manchete voltou a fazer o desfile das escolas de samba de São Paulo. Em 1998, porém, a cobertura ficou restrita aos desfiles do Rio de Janeiro, sem a grade de programação totalmente dedicada à folia como nos últimos anos.

## Segmentos
- Feras do Carnaval e Esquentando os Tamborins - A cobertura de carnaval da Manchete iniciava nos últimos meses do ano, com dois boletins exibidos antes dos telejornais ou das novelas.[1]
- Botequim do Samba ou Botequim da Manchete - No dia dos desfiles, um botequim era montado na parte inicial da avenida, onde os sambistas se reuniam antes das apresentações das escolas.[1] No carnaval de 1997, o botequim ganhou uma edição especial em São Paulo.[13]
- Debates e apuração paralela - A Manchete também promovia debates sobre o carnaval e também chegava a fazer uma apuração paralela sobre quem seria a grande vencedora na opinião dos analistas da emissora.[1]
- Jornal do Carnaval - Um jornalístico especial que atualizava o público sobre o que acontecia na folia.[1]
- Concursos de fantasias - A emissora exibia anualmente o concurso de fantasias do Hotel Glória.[1]

## Nomes
- Carnaval + ano corrente (1984-87)
- Carnaval é do Povo (1988)
- Carnaval Brasil (1989-91)
- Carnaval Campeão (1992)
- Carnaval Axé (1993)
- Carnaval da Manchete (1994-98)